# Eat Static
Eat Static je leta 1990 ustanovljena glasbena skupina iz Anglije. Njena člana sta Merv Pepler in Joie Hinton.

## Zgodovina
Merv Pepler in Joie Hinton sta se srečala v psihedeličnem »space-rock« bandu Oziric Tentacles. Čeprav je bend ustvarjal rock, sta se ona bolj zanimala za rave glasbo. Leta 1990 sta ustanovila Eat Static, ki je potem več let na turnejah sodeloval z Oziric Tentacles. Leta 1994 sta zapustila Oziric Tentacles, da bi se lahko popolnoma posvetila ustvarjanju kot Eat Static. 
Njihov prvenec Abduction je že nakazal njuno obsedenost z neznanimi letečimi predmeti in bitji iz vesolja, ki se izraža skozi semple v njunih produkcijah in skozi imena skladb ter albumov. 

## Muzikologija
Čeprav se duo najpogosteje povezuje z ustvarjanjem psihedeličnega trance-a, sta se preizkusila v skoraj vseh zvrsteh plesne glasbe. Ustvarjala sta že trance, techno, gabber, drum and bass in breakbeat. Zaradi njune težke kategorizacije se ju zato večkrat primerja s podobnimi britanskimi bendi, kot so The Prodigy, Underworld, Orbital in Leftfield.
Tudi danes je duo še zmeraj živ in ima še zmeraj turneje. 

## Diskografija
- Abduction (Planet Dog Records 1993)
- Implant (Planet Dog Records 1994)
- Epsylon (Mammoth Records 1995)
- Science of the Gods (Planet Dog Records 1997)
- B-World (Planet Dog Records 1998)
- Alien EPs (Mesmobeat Records 1999)
- DecaDance (Mesmobeat Records 1999)
- Crash and burn! (Mesmobeat Records 2000)
- Prepare Your Spirit (Mesmobeat Records 2000)
- In The Nude (Mesmobeat Records 2001)

## Ostali projekti
Eat Static je tudi ustvaril soundtrack za igrico Conquest Earth.